# Zoologischer Garten (métro de Berlin)
Zoologischer Garten est une station souterraine du métro en zone A de Berlin dans le quartier de Charlottenburg. La station est au croisement de la ligne 2 et de la ligne 9. Elle doit son nom au zoo de Berlin voisin et la gare de Berlin Zoologischer Garten immédiatement à proximité offre de nombreuses correspondances ferroviaires.

## Situation
Sur la ligne 2, Zoologischer Garten est la 10e station à 7,4 km du terminus ouest Ruhleben et la 20e station à 10,5 km du terminus nord-est Pankow.
Sur la ligne 9, Zoologischer Garten est la 9e station à 6,7 km du terminus nord Osloer Straße et la 10e station à 5,8 km du terminus sud Rathaus Steglitz.

## Dans la culture populaire

### Cinéma
- La Mort dans la peau (film, 2004) ( — « Filming locations » (tournage et production), sur l'Internet Movie Database.)

### Musique
- Zoo Station, single publié par U2 sur l'album Achtung Baby en 1991, fait référence à la station[1].